# José Batlle y Ordóñez
|  | Per la localitat de l'Uruguai vegeu José Batlle y Ordóñez (Uruguai) |

Josep Pau Torquat Batlle i Ordóñez (Montevideo, 21 de maig de 1856 - ibídem, 20 d'octubre de 1929) fou un polític i periodista uruguaià. President de la República per dos períodes: 1903 - 1907 i 1911 - 1915.

## Biografia
Fill del també president Lorenzo Batlle (1868 - 1872) i d'Amalia Ordóñez, i besnet d'immigrants catalans oriünds de Sitges, pertanyia a un sector minoritari del Partit Colorado, i va ser proposat a la presidència com una figura de mediació. Cap a 1880, va viatjar a Europa, on va fer estudis i va ampliar coneixements a Espanya i França. Aquesta experiència li va permetre entrar en contacte amb les idees polítiques del moment, una cosa que aprofitaria per al seu futur mandat presidencial. Poc després de la seva tornada a l'Uruguai, va fundar el diari El Día, des d'on es dedicava a criticar a certs sectors del govern que ell mateix cridava "dèspotes". Aquesta actitud revolucionària contra el govern militarista del general Máximo Santos li va ocasionar, tanmateix, algunes detencions a la presó, a causa de l'alt contingut filosòfic i provocatiu de molts dels seus discursos.
La seva poca voluntat per negociar amb el Partit Nacional va desencadenar la guerra civil de 1904. Amb la seva victòria militar sobre el cabdill nacionalista Aparicio Saravia, va finalitzar el cicle de guerres civils que van caracteritzar a l'Uruguai del segle xix i es va constituir com el líder indiscutible del seu partit.
Va dur a terme reformes econòmiques i socials que van permetre a l'Uruguai transformar-se en el país més estable políticament i econòmicament d'Amèrica Llatina. Va impulsar la constitució de 1917, la principal característica de la qual era la de tenir un Poder Executiu bicèfal, format per la presidència de la República i el Consell Nacional d'Administració.
Si bé va ser president només durant vuit anys, s'ho considera la figura més influent en la política del seu país des de la seva primera presidència fins a la seva mort, període que inclou més de 25 anys. Els historiadors uruguaians solen referir-se a aquesta època com l'Era Batllista, i a la seva ideologia com el batllisme. Encara avui poden trobar-se sectors del Partit Colorado i fins i tot dins del Front Ampli (en castellà, "Frente Amplio") que es defineixen com a seguidors de José Batlle y Ordóñez.

## Principals realitzacions del seu govern

### Primera presidència

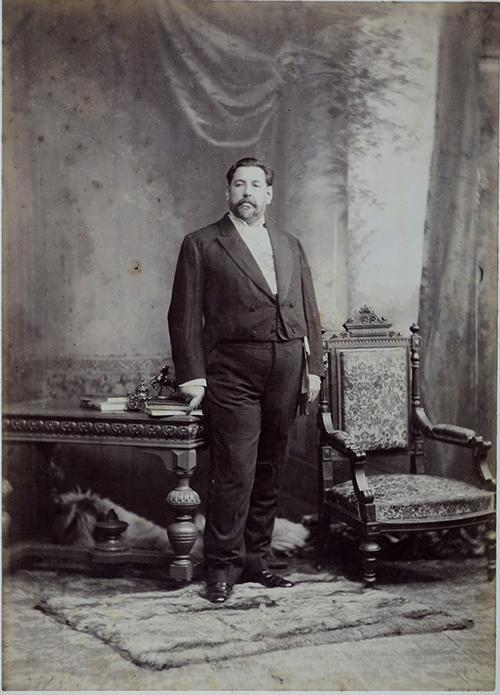
José Batlle y Ordóñez cap 1900.

La major part de l'esforç del primer mandat de José Batlle y Ordóñez es va destinar en assumptes polítics que van incloure els aixecaments de 1903 i 1904, protagonitzats per Aparicio Saravia i el Partit Nacional. D'aquesta manera es va poder consolidar definitivament l'autoritat del poder central en tota la República. Poc, va ser el temps que va quedar per a la realització de l'obra econòmica i social.
En l'àmbit econòmic es destaca la prestació de 3 milions de pesos uruguaians, amb destinació a la construcció i millora de camins de la campanya. Es va intentar afavorir l'aparició de la indústria nacional i disminuir la dependència de l'exterior per la importació de sucres a través d'una llei en la qual s'atorgaven diverses primes anuals i llavors seleccionades. Es van ampliar, també les obres de l'Usina de Luz Eléctrica.
Al sector financer, hi va haver el desig per part de l'Executiu d'aconseguir una gradual independència del finançament anglès. Al sector educatiu, el 1903 es va crear la Facultat de Comerç (futura Facultat de Ciències Econòmiques) i el març de 1907 la Facultat de Veterinària i Agronomia. Es tractava de tecnificar el comerç i l'activitat agropecuària, desviant els fills de terratinents dels tradicionals estudis d'advocat i metge. Es va projectar la instal·lació de deu liceus departamentals, procurant atorgar en l'interior de la República elements de cultura superior a la de l'ensenyament primari.
Al sector polític, la tasca va ser absorbida pels aixecaments armats produïts per la política exclusivista de partit desenvolupada per Batlle i la negativa del Partit Nacional a continuar acceptant la seva contínua marginació del govern.
Firmada el 1904 la Pau d'Aceguá, les conseqüències de la revolta van ser: A) La consolidació de la unitat de l'Estat. El triomf del Govern central va implicar l'acabament de la política de coparticipació en els governs departamentals. B) Govern excloent de partit i C) La Reforma Electoral.
Amb l'assumpció de Claudio Williman es va continuar amb un govern batllista.

### Segona presidència

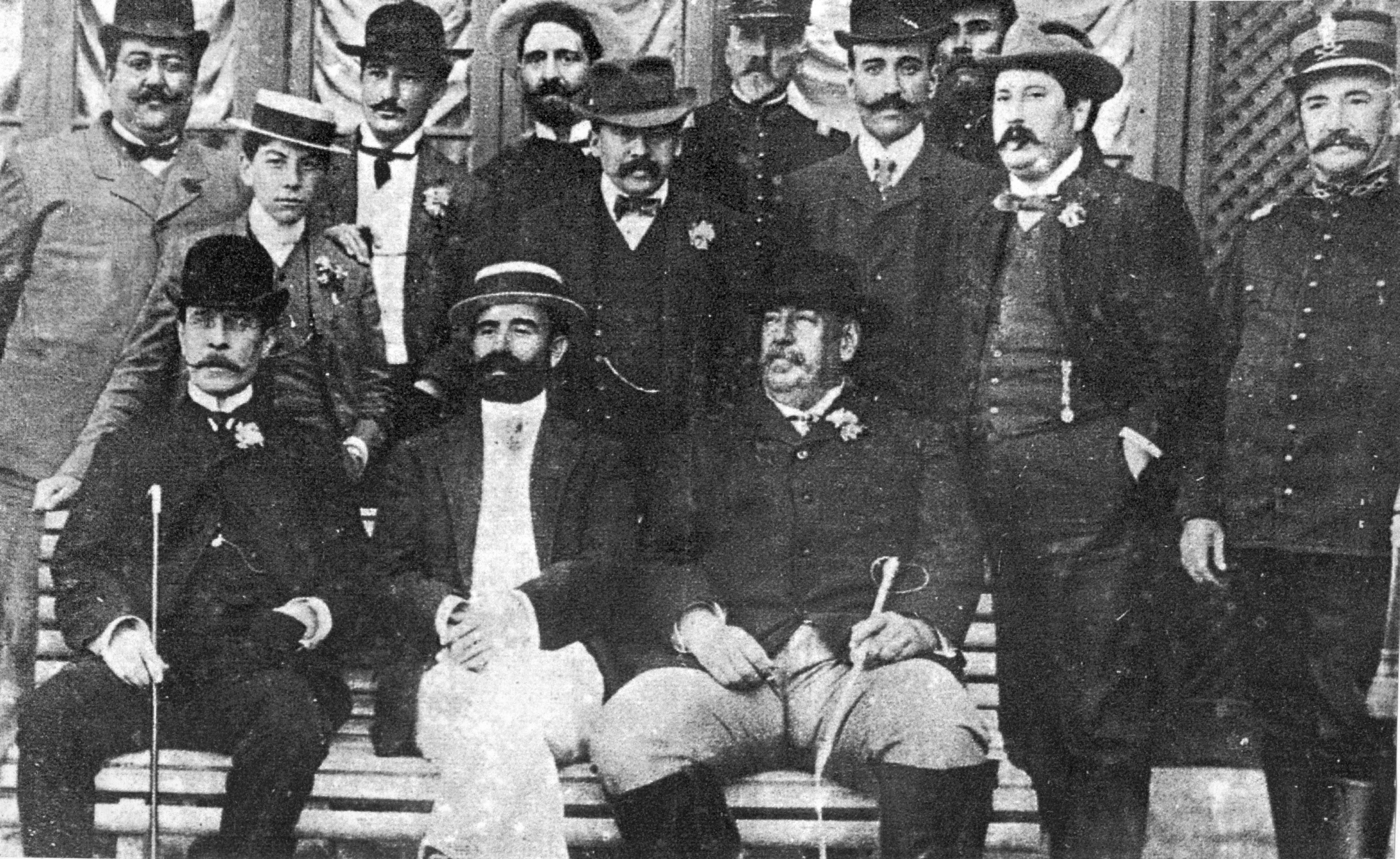
Fotografia de la seva segona presidència. D'esquerra a dreta (de pé): Feliciano Viera, Pedro Manini Ríos, Mateo Magariños Solsona, Antonio M. Rodríguez, Felix Laborde, José Serrato i Domingo Arena, (asseguts) Claudio Williman, Diego Pons i José Batlle y Ordoñez.

Durant la segona presidència de Batlle y Ordóñez hi va haver importants aportaments als drets laborals dels treballadors. Es prohibia el treball de menors de 13 anys, es restringia la jornada als menors de 19, la dona disposaria de 40 dies de descans en el període d'embaràs, el descans obligatori era d'un dia cada set i un màxim de 48 hores setmanals de treball. Es va establir la jornada de treball en 8 hores. També es va crear una llei de pagament d'indemnitzacions per accidents de treball. Es va establir la indemnització per acomiadament que depenia de la quantitat d'anys treballats.
Es va aprovar una pensió a la vellesa que podien utilitzar totes les persones majors de 65 anys i de qualsevol edat en cas d'invalidesa absoluta, que es trobés en la indigència.
Referent a l'activitat econòmica de l'Estat (estatització i nacionalització), el principi ideològic era que els serveis públics essencials havien d'estar a les mans de l'Estat, ja que aquest era l'organisme representatiu de la societat, és a dir, de totes les classes socials, i estava per sobre de les seves disputes. L'Estat havia d'intervenir on el capital privat fos indecís o temés perdre diners, perquè no estava guiat per l'afany de lucre sinó de servei públic; l'Estat havia de substituir les empreses estrangeres que s'emportaven el guany fora de fronteres debilitant així el país.
Va ser així que es va produir l'estatització del Banc de la República Oriental de l'Uruguai, 1911 i 1913, la del Banc Hipotecari de l'Uruguai, el 1912, i la de les assegurances, que van passar de mans privades a mans estatals amb la creació el 1911 del Banc d'Assegurances de l'Estat. Es va crear el 1915 l'Administració de Ferrocarrils de l'Estat.
Es va crear la llei de divorci, on s'incloïa la sola voluntat de la dona. Així mateix, es va produir la secularització d'actes públics i la consegüent separació d'Església i Estat, donant-li al país les dimensions governamentals actuals.